# Connor Murphy
Connor Murphy (Boston, 26 marzo 1993) è un hockeista su ghiaccio statunitense.

## Carriera
In NHL ha indossato le maglie di Phoenix Coyotes (2013-2014), Arizona Coyotes (2014-2017) e Chicago Blackhawks (dal 2017).

## Palmarès

### Mondiali
- 1 medaglia:
  - 1 bronzo (Repubblica Ceca 2015)